# Maria Jurczuk
Maria Jurczuk – polska naukowiec, diagnosta laboratoryjny, toksykolog, doktor habilitowany nauk medycznych.

## Życiorys
W 1991 ukończyła analitykę medyczną na Akademii Medycznej w Białymstoku, gdzie w 1992 rozpoczęła pracę. W 1998 pod kierunkiem prof Janiny Moniuszko-Jakoniuk z Zakładu Toksykologii AMB obroniła pracę doktorską "Wpływ kadmu na gospodarkę żelazem i wybrane parametry hematologiczne w ustroju szczura" uzyskując stopień naukowy doktora nauk medycznych. W 2006 na podstawie osiągnięć naukowych i złożonej rozprawy "Rola stresu oksydacyjnego w mechanizmach interakcji kadmu i alkoholu etylowego w wątrobie i nerce szczura" uzyskała stopień naukowy doktora habilitowanego nauk medycznych.
Jest zatrudniona na stanowisku adiunkta w Zakładzie Toksykologii UMB.